# Dřínov (powiat Mielnik)
Dřínov – wieś i gmina w Czechach, w powiecie Mielnik, w kraju środkowoczeskim. Według danych z dnia 1 stycznia 2013 liczyła 443 mieszkańców.